# 石鸡 (妖怪)
石鸡是中国神话传说的鸡，记载在《神异经·东荒经》，传说当金鸡鸣叫的时候，就石鸡会鸣叫,而石鸡鸣叫的时候，则天下的鸡都会跟着鸣叫,会影响潮水。在晋孙《望海赋》也说石鸡的声音能应潮。明杨慎《艺林伐山・潮鸡》也说石鸡是潮鸡也。”形似家鸡灰色。

## 原文
《神异经·东荒经》金鸡鸣则石鸡鸣,石鸡鸣则天下之鸡悉鸣,潮水应之矣。
晋孙《望海赋》: “石鸡清响而应潮。”
明·杨慎《艺林伐山・潮鸡》: “石鸡,即潮鸡也。”
《临海水土异物志》记载: “石鸡清响以应潮”
《太平御览》“石鸡形似家鸡灰色, ...